# Assaisse
Assaisse  (in arabo اسايس‎?) è un centro abitato e comune rurale del Marocco situato nella provincia di Taroudant, regione di Souss-Massa. Conta una popolazione di 6 838 abitanti (censimento 2014).